# 清溪里
清溪里，為屏東縣屏東市轄下之一里。本區東部與崇武、大武二里相接，西部與南部為前進里，北與安鎮里相接。轄內的頭前溪眷村是屏東市區內最小的眷村。

## 地名由來
清代屬於頭前溪庄，日治時期延續舊稱。光復後頭前溪裝拆分為清溪、前進二里。命名時取頭前溪之「溪」字，並加綴「清」字而得此名。

## 聚落

### 頭前溪眷村
位於興中巷，受國軍一指部管轄，總戶數僅11戶，為屏東市內規模最小的眷村。

### 半路店(仔)
該區居民係昭和年間因南機場擴建，而自鄰近之六塊厝區域搬遷而來。早期有小商店分布於此，故名半路店仔。

### 五塊厝埔
位於大武營原址附近，為埋葬二次世界大戰因空襲而亡之林仔內居民之處。民國40年代廢葬，原址改為堆肥廠。堆肥場於民國55年廢廠，原址轉型為住宅區。

### 香蕉市(青果市場)
於日治時代與戰後初期為屏東地區蕉農香蕉集散之地，故稱香蕉市。後改建為青果市場。

## 公共設施
- 屏東縣立鶴聲國民中學 （页面存档备份，存于）
- 清溪里社區活動中心
- 屏東縣榮服處
- 頭前溪眷村
- 公路局屏東監工站
- 屏東縣後備指揮部